# Bergantina

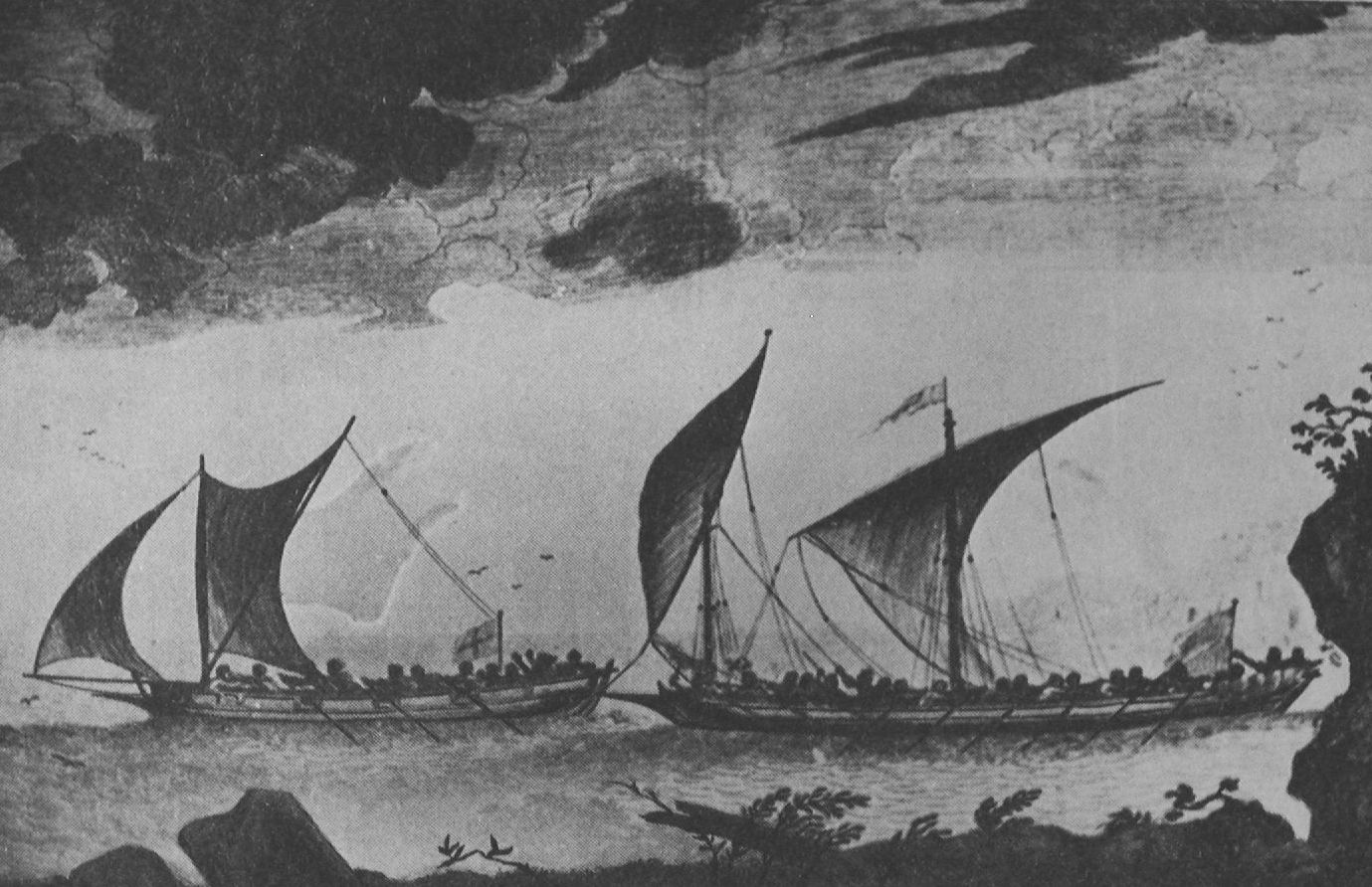
Una bergantina (a la derecha)

Se llama bergantina a una embarcación peculiar del Mediterráneo y mixta de jabeque y bergantín. 
La bergantina cuenta con aletas en la obra muerta de popa y por la proa brazales, violín o figura y bauprés. Su aparejo consta de dos palos tiples sin cofas ni crucetas, con velas redondas y latinas. Las hay también aparejadas de goleta y otras con tres palos de los cuales el mayor y mesana llevan aparejo redondo y el de proa latino.